# لیم کیت سیانگ
لیم کیت سیانگ (به چینی: 林吉祥) (زاده ۲۰ فوریه ۱۹۴۱) سیاست‌مدار سوسیالیست مالزیایی، از رهبران شاخص حزب حرکت دموکرات در کشور مالزی و از نمایندگان کنونی مجلس نمایندگان این کشور است.